# Предисловие к битве
«Предисловие к битве» — советский широкоформатный художественный фильм режиссёра Николая Стамбулы.

## Сюжет
Фильм повествует о подвигах металлургов Урала, сумевших в начале войны наладить выпуск первоклассной броневой стали для танков и самолётов. За основу была взята история магнитогорской брони. 
Главные роли исполнили известные советские актёры: молодого рабочего Ярыгина, упорно доказывающего, что броню можно дать раньше срока (прообразом стал заместитель главного механика ММК Н. А. Рыженко), сыграл актёр Николай Кочегаров, в роли директора комбината Рубанова (Г. И. Носов) снялся прибалтийский актёр Ромуалдс Анцанс, а молодого мастера Самарина сыграл Александр Збруев. 
В фильме Самарин (Збруев) предлагает в нарушение существующей инструкции форсировать работу доменной печи, чтобы выдавать в два раза больше чугуна. Смертельный риск, на который он идёт сознательно, резко противопоставлен трусливой осторожности начальника цеха Белобородова и рабочего-газовщика. Самарин самовольно форсирует режим печи. Конфликт накаляется до предела и разрешается трагедией.

## В ролях
| Актёр             | Роль        |
| ----------------- | ----------- |
| Ромуальдас Анцанс | Рубанов     |
| Александр Збруев  | Самарин     |
| Николай Кочегаров | Ярыгин      |
| Борис Андреев     | Мохов       |
| Юрий Гусев        | Антипов     |
| Николай Буров     | эпизод      |
| Юрий Гребенщиков  | эпизод      |
| Николай Сморчков  | Белобородов |
| Виталий Леонов    | эпизод      |
| Дмитрий Орловский | эпизод      |

## Съёмочная группа
- Сценаристы: Николай Стамбула, Аркадий Славутский, Владимир Фараджев
- Режиссёр: Николай Стамбула
- Композитор: Андрей Эшпай
- Оператор: Сергей Тараскин
- Художник-постановщик: Павел Сафонов